# اسن (بلغارستان)
اسن (به بلغاری: Esen) یک منطقهٔ مسکونی در بلغارستان است که در استان بورگاس واقع شده‌است.
 اسن ۲۹٫۰۸۱ کیلومتر مربع مساحت و ۷۴ نفر جمعیت دارد.